# أفرد
بَلَدِيَّةُ أَفْرَدَ (بالإسبانية: Férez) هي بلدية تقع في مقاطعة البسيط التابعة لمنطقة كاستيا لا مانتشا وسط إسبانيا. عرفت باسم حصن أفرد أيام الحكم الإسلامي لها.

## الديموغرافيا
بلغ عدد سكان بلدية فيريث 756 نسمة عام 2011 (وفقاً للمعهد الوطني الإسباني للإحصاء).
| 814 | 803 | 804 | 795 | 793 | 724 | 756 |